# Uroš Matić
Uroš Matić (Serbisk: Уpoш Maтић; født 23. maj 1990) er en serbisk professionel fodboldspiller, der spiller for den cypriotiske klub APOEL FC på udlån fra den danske superligaklub F.C. København.

## Klubkarriere
Matić er født i byen Šabac i det daværende Jugoslavien. Han skiftede fra ungdomsrækkerne til seniorfodbold i klubben MFK Košice i 2008, hvor han debuterede som senior den 30. maj 2009, da han blev skiftet ind i en kamp mod Tatran Prešov.
I begyndelsen af 2013, skiftede Matić med sin bror, Nemanja Matić, til S.L. Benfica i Portugal på en et-årig kontrakt med option på forlængelse på yderligere fire år. Brødrene forlod i 2014 Benfica. Nemanja tog til Chelsea FC, og Uros fik en prøvekontrakt hos NAC Breda, der senere skrev permanent aftale med ham.
Han skiftede efterfølgende til Sturm Graz i 2016.
Den 13. december 2016 blev det offentliggjort, at Matić havde skrevet kontrakt på 4 1/2 år med FCK, hvor han fik rygnummer 8. Han debuterede for FCK den 16. februar 2017, hvor han spillede hele kampen mod bulgarske PFC Ludogorets i en Europa League-kamp. Kampen blev spillet med nr. 88 på ryggen, da nr. 8 teknisk set stadig var knyttet til den tidligere FCK'er Thomas Delaney, der havde forladt FCK i vinterpausen. Matić debuterede i Superligaen den 19. februar 2017, hvor han spillede hele kampen i derbyet mod Brøndby IF.
Matić fik en del spilletid i begyndelsen af opholdet hos FCK, men røg efter noget tid ud af den foretrukne startopstilling, og ved slutningen af 2017/18-sæsonen blev Matić udlejet til den østrigske klub Austria Wien for sæsonen 2018/19. Efter udløbet af lejeperioden blev Matić udlejet til APOEL FC.

## Landsholdskarriere
Matić spillede fire kampe for Serbiens U-19 landshold ved EM for U/19 i 2009. Han blev den 30. maj 2017 udtaget til Serbiens A-landshold.

## Privatliv
Matić's storebror, Nemanja, spiller for Manchester United og på Serbiens fodboldlandshold. Matić's morfar var født i Volkovija i det nuværende Makedonien, men flyttede senere med familien til Serbien. Uros Matić har overvejet at stille op for Makedoniens landshold, da han har mulighed for det.